# Závod GP2 Monako 2007
Závod GP2 Monako 2007 byl pátým závodem třetí sezóny závodní série GP2 Series v roce 2007. Konal se na okruhu v Monte Carlo v Monaku dne 26. května 2007.

## Výsledky
| Pozice | Jezdec             | Vůz                      | Čas         | Body |
| ------ | ------------------ | ------------------------ | ----------- | ---- |
| 1      | Pastor Maldonado   | Trident Racing           | 1h06:49.495 | 10   |
| 2      | Giorgio Pantano    | Campos Racing            | á 0:08,439  | 8    |
| 3      | Timo Glock         | iSport International     | á 0:10,936  | 6    |
| 4      | Luca Filippi       | Super Nova International | á 0:11,302  | 5    |
| 5      | Lucas di Grassi    | ART Grand Prix           | á 0:14,286  | 4    |
| 6      | Vitalij Petrov     | Campos Racing            | á 0:15,059  | 3    |
| 7      | Sébastien Buemi    | ART Grand Prix           | á 0:16,622  | 2    |
| 8      | Antonio Pizzonia   | FMS International        | á 0:18,104  | 1    |
| 9      | Adrian Zaugg       | Arden International      | á 0:18,714  |      |
| 10     | Kazuki Nakadžima   | DAMS                     | á 0:23,139  |      |
| 11     | Bruno Senna        | Arden International      | á 0:23,526  |      |
| 12     | Kóhei Hirate       | Trident Racing           | á 0:42,152  |      |
| 13     | Tung Che-pin       | BCN Competicion          | á 0:45,834  |      |
| 14     | Andy Soucek        | DPR                      | á 1:08,405  |      |
| 15     | Alexandre Negrao   | Minardi Piquet Sports    | á 1 kolo    | 1    |
|        | Odstoupili         | -                        | -           |      |
| *      | Roldán Rodríguez   | Minardi Piquet Sports    |             |      |
| *      | Borja Garcia       | Durango                  |             |      |
| *      | Sergio Jimenez     | Racing Engineering       |             |      |
| *      | Javier Villa       | Racing Engineering       |             |      |
| *      | Sakon Jamamoto     | BCN Competicion          |             |      |
| *      | Christian Bakkerud | DPR                      |             |      |
| *      | Nicolas Lapierre   | DAMS                     | *           |      |
| *      | Mike Conway        | Super Nova International | *           |      |
| *      | Jason Tahinci      | FMS International        | *           |      |
| *      | Karun Chandhok     | Durango                  | *           |      |
| *      | Andreas Zuber      | iSport International     | *           |      |

## Postavení na startu
| *  | *                          | *  | *                        |
| -- | -------------------------- | -- | ------------------------ |
| 1  | Pastor Maldonado 1:20.820  | *  | *                        |
| *  | *                          | 2  | Giorgio Pantano + 0.338  |
| 3  | Andreas Zuber + 0.453      | *  | *                        |
| *  | *                          | 4  | Sébastien Buemi + 0.567  |
| 5  | Lucas di Grassi + 0.721    | *  | *                        |
| *  | *                          | 6  | Vitalij Petrov + 0.759   |
| 7  | Luca Filippi + 0.839       | *  | *                        |
| *  | *                          | 8  | Timo Glock + 0.864       |
| 9  | Bruno Senna + 1.007        | *  | *                        |
| *  | *                          | 10 | Mike Conway + 1.151      |
| 11 | Adrian Zaugg + 1.166       | *  | *                        |
| *  | *                          | 12 | Antonio Pizzonia + 1.250 |
| 13 | Nicolas Lapierre + 1.269   | *  | *                        |
| *  | *                          | 14 | Javier Villa + 1.470     |
| 15 | Karun Chandhok + 1.528     | *  | *                        |
| *  | *                          | 16 | Roldán Rodríguez + 1.550 |
| 17 | Andy Soucek + 1.572        | *  | *                        |
| *  | *                          | 18 | Kazuki Nakadžima + 1.683 |
| 19 | Christian Bakkerud + 1.909 | *  | *                        |
| *  | *                          | 20 | Borja Garcia + 1.961     |
| 21 | Sergio Jimenez + 2.046     | *  | *                        |
| *  | *                          | 22 | Tung Che-pin + 2.778     |
| 23 | Sakon Jamamoto + 2.825     | *  | *                        |
| *  | *                          | 24 | Jason Tahinci + 3.176    |
| 25 | Kóhei Hirate + 3.530       | *  | *                        |

## Průběžné pořadí
Jezdci
| *  | Jezdec           | Body |
| -- | ---------------- | ---- |
| 1  | Timo Glock       | 36   |
| 2  | Luca Filippi     | 21   |
| 3  | Lucas di Grassi  | 18   |
| 4  | Bruno Senna      | 18   |
| 5  | Pastor Maldonado | 10   |
| 6  | Giorgio Pantano  | 9    |
| 7  | Borja Garcia     | 8    |
| 8  | Nicolas Lapierre | 8    |
| 9  | Andreas Zuber    | 6    |
| 10 | Javier Villa     | 6    |
| 11 | Roldán Rodríguez | 5    |
| 12 | Sergio Jimenez   | 4    |
| 13 | Michail Aljošin  | 3    |
| 14 | Kazuki Nakadžima | 3    |
| 15 | Adrian Zaugg     | 3    |
| 16 | Mike Conway      | 2    |
| 17 | Sébastien Buemi  | 2    |
| 18 | Alexandre Negrao | 1    |
| 19 | Antonio Pizzonia | 1    |

Tým
| *  | Tým                      | Body |
| -- | ------------------------ | ---- |
| 1  | iSport International     | 42   |
| 2  | ART Grand Prix           | 23   |
| 3  | Super Nova International | 23   |
| 4  | Arden International      | 21   |
| 5  | Campos Racing            | 12   |
| 6  | DAMS                     | 11   |
| 7  | Racing Engineering SL    | 10   |
| 8  | Trident Racing           | 10   |
| 9  | Durango                  | 8    |
| 10 | Minardi Piquet Sports    | 6    |
| 11 | FMS International        | 1    |